# Sabri Sarıoğlu
Sabri Sarıoğlu (Çarşamba, 1984. július 26. –) török labdarúgó, a Galatasaray középpályása, akit hátvédként is gyakran bevetnek.

## Sikerei, díjai
- Galatasaray
  - Turkcell Süper Lig: 3 (2001-02, 2005-06, 2007-08)
  - Török Kupa: 1 (2004-05)

## Külső hivatkozások
- Adatlap: galatasaray.org
- Adatlap: TFF.org
- Adatlap: transfermarkt.de